# 佐藤朱 (アイドル)
 佐藤 朱（さとう あかり、1996年〈平成8年〉11月9日 - ）は、東北放送（tbc）のアナウンサー。女性アイドルグループ・AKB48の元メンバー。

## 略歴
2014年、『AKB48 Team 8 全国一斉オーディション』に宮城県代表として合格。
2016年12月18日、村井嘉浩宮城県知事より、「みやぎ絆大使」にサプライズ任命された。
2018年8月13日、『AKB48 53rdシングル 世界選抜総選挙』の延長戦で、118位（10,694票）であることが発表された。
2019年1月31日にヨネックスの「2019春夏テニスウェアデジタルカタログ」のモデルに起用され、以降2年間4回に渡り公式カタログモデルを務めた（モデル参照）。
2019年5月3日にパシフィコ横浜で開催された「Tokyo Street Collection」にモデルとして登場した。
2021年3月29日をもってAKB48としての活動を終了。同年4月に東北放送に総合職で入社した。営業担当を経て、2022年10月にアナウンス部へ異動となり、同月27日のラジオニュース（『TBCニュース』）でアナウンサーデビュー（初鳴き）。

## 人物
- 中学2年生当時、東日本大震災で仙台市内の自宅が津波で被災し1か月近く避難所生活を送る。その後、AKB48の被災地訪問を見て同じように感動を伝える側に回りたいとオーディション応募を決めた[11]。
- 特技はテニスで、7歳から始めAKB48のオーディションでも披露した[12]。宮城県仙台第一高等学校2年生のときにシングルスとダブルスでインターハイへ出場し、シングルスで1回戦突破ベスト64となった経験あり[1][9]。
- 2014年6月5日、宮城県高等学校総合体育大会テニス競技に参加するため、7日の「第6回AKB選抜総選挙」開票イベントと8日の「大島優子卒業コンサート in 味の素スタジアム」を欠席すると発表し、自身のクラブ活動を優先した[13]。
- AKB48在籍中は得意のテニスを活かし「テニスアイドル」として活動をした（テニス・スポーツ関連イベント参照）。
- AKB48のコンサート、劇場公演、出演番組等でピアノ弾き語りを披露している[14]。

## 出演

### 東北放送アナウンサーとして

#### テレビ
- ウォッチン!みやぎ（水 - 金曜日 担当）
- ひるまでウォッチン!（水 - 金曜日 担当）
- サンドのぼんやり〜ぬTV（2023年4月29日 -  ） - 4代目アシスタント
- ラヴィット!（TBS）（2024年1月9日） - アルピーお悩みアナウンサー変身計画

#### ラジオ
- 佐藤朱の月YOH!あかり（2023年4月3日 ‐ ）[15]
- 月曜日のアナウンス部（2024年6月17日）

### AKB48メンバーとして

#### テレビ
- サタデーウォッチン!（東北放送） - 準レギュラー（2020年4月度 - 2021年3月）[16]

#### テニス・スポーツ関連イベント
- 靱テニスセンター21周年記念テニスクリニック（2017年5月21日、靱テニスセンター） - 特別レッスン＆エキシビジョン[17]

- 長岡市新春テニスフェスティバル〜夢づくりテニス（2018年1月27日、長岡市市民体育館） - ファミリーテニス講習会[18][19]
- ITCうつぼテニスセンター23周年記念テニスクリニック（2018年7月29日、靱テニスセンター） - テニスクリニック＆エキシビジョンマッチ[20][21]
- 無観客テニストーナメント"BEAT COVID-19 OPEN"（2020年6月10日） - プロテニス大会アンバサダー就任　[22]
- 男子テニスATPツアー2021開幕SP〜錦織選手・西岡選手・内山選手に色々聞いてみた〜（2021年2月20日、GAORA SPORTS） - 番組進行アシスタント・対決ジャッジ[23]
- 朱りん卒業記念テニスイベントin宮城（2021年3月7日、仙台市・オレンジフィールドインドアテニススクール） - 特別レッスン&エキシビジョン、ファン主催卒業セレモニー[24][注釈 2]。

#### モデル
- YONEXテニスウェア公式カタログモデル 
  - YONEX 2019春夏テニスウェアカタログ（2019年1月31日）[25][26]
  - YONEX 2019-20秋冬テニスウェアカタログ（2019年8月23日）[27][28]
  - YONEX 2020春夏テニスウェアカタログ（2020年2月4日）[29][30]
  - YONEX 2020-21秋冬テニスウェアカタログ（2020年8月31日）[31][32]